# Royal Ranch
Royal Ranch est une mini-série britannique pour adolescents de la Walt Disney Company, produite par Disney Channel UK. 
Le premier épisode a eu lieu le 20 novembre 2017 dans l'application Disney Channel au Royaume-Uni et en Irlande. En France, elle a commencé le 17 décembre 2017 et elle s'est achevée le 29 décembre 2017.

## Distribution
| Acteur            | VF  | Personnages                | Saison 1                     |
| ----------------- | --- | -------------------------- | ---------------------------- |
| Mia Jenkins       | ... | Finny Mondford             | Protagonsite                 |
| Lucila Gandolfo   | ... | Anne Marie Mondford Mitn   | Co - Protagonsite            |
| Mario Stone       | ... | Prince Eugene              | Antagonsite                  |
| Jonathan Glinsky  | ... | Prince Arthur              | Co - Antagoniste             |
| Emma Glinsky      | ... | Princesse Henrietta        | Co - Antagoniste             |
| Ivan Espeche      | ... | Roi Oswald                 | Co - Protagonsite            |
| Ava - Ariett Moon | ... | Nadine Cherry              | Co - Antagoniste Principale  |
| Ruby - Rose Smith | ... | La messagère du Roi Oswald | Co - Protagoniste Princiaple |

Version en français
- Direction artistique : Julie Basecqz[1]